# Quint Minuci Rufus (cònsol 110 aC)
Quint Minuci Rufus (en llatí: Quintus Minucius Q. f. Rufus) va ser un magistrat romà dels segles ii i i aC. Formava part de la branca plebea de la gens Minúcia.
Va ser elegit cònsol l'any 110 aC junt amb Espuri Postumi Albí. Va rebre Macedònia com a província. Va fer la guerra als bàrbars de Tràcia i va aconseguir els honors del triomf per les victòries sobre els escordiscs i els tribal·lis. Per perpetuar la memòria del seu triomf va erigir el Pòrtic Minucià prop del Circ Flamini. Aquest pòrtic servia d'espai per distribuir el blat.